# Tic Tac
Tic Tac er et varemærke for en type små, hårde pastiller fremstillet af Ferrero siden 1969.
| Mad og drikke | Spire Denne artikel om mad og drikke er en spire som bør udbygges. Du er velkommen til at hjælpe Wikipedia ved at udvide den. |